# Digimon Adventure
Digimon Adventure (jap. デジモンアドベンチャー Dejimon Adobenchā) – pierwszy sezon anime z sagi Digimon: Cyfrowe Stworki. Opowiada historię grupki chłopców i dziewcząt, przeniesionych do innego świata zwanego DigiŚwiatem podczas letniego obozu. Trafili tam, ponieważ zostali wybrani do bycia DigiWybrańcami, osobami do uratowania cyfrowego świata (i Ziemi pod koniec serii) od zła, które przybyło by je zniszczyć. Każde z dzieci posiadało cyfrowego stworka, zwanego Digimonem, który miał im pomagać. Mógł rosnąć w siłę poprzez „Digimorfozę”, czyli ewolucję. Sezon doczekał się kontynuacji z tymi samym postaciami pod tytułem Digimon Adventure 02. Oryginalnie planowano stworzyć tylko 13 odcinków, gdy jednak Digimony okazały się sukcesem powiększono liczbę do 54 odcinków.
W Japonii Digimony zadebiutowały w japońskim TV 7 marca 1999 roku. Premierowa emisja trwała do 24 marca 2000 roku. W Polsce Digimony zadebiutowały w telewizji Fox Kids 6 czerwca 2001 r. (amerykańska wersja z polskim dubbingiem). Od 4 września 2011 roku serial był nadawany na kanale TV4 (japońska wersja z polskim lektorem, którym był Jarosław Łukomski). TV 4 zakończyła emisję serialu 29 grudnia 2011 roku. Od 21 grudnia 2011 roku serial był emitowany również na kanale TV6. Filmy z serii Digimon zadebiutowały w Polsce za sprawą Digimon: The Movie w 2001 roku.

## Bohaterowie

### Bohaterowie główni
| Postać | Głos                                     | Digimon         | Głos                                        |
| --- | ---------------------------------------- | --------------- | ------------------------------------------- |
| Taichi Kamiya Yagami Taichi (八神 太一) | Joshua Seth (EN) Toshiko Fujita (JP)     | Agumon          | Tom Fahn (EN) Chika Sakamoto (JP)           |
| Przywódca DigiWybrańców i starszy brat Kari. Cechuje go brawura, ale też skłonność do nieprzemyślanych działań. Rywalizuje z Mattem.                             |                                          |                 |                                             |
| Izzy Izumi Izumi Kōshirō (泉 光子郎) | Mona Marshall (EN) Umi Tenjin (JP)       | Tentomon        | Jeff Nimoy (EN) Takahiro Sakurai (JP)       |
| Jest bardzo inteligentny i sprytny. Jest maniakiem komputerowym, praktycznie nie rozstaje się ze swoim laptopem.                                                 |                                          |                 |                                             |
| Sora Takenouchi Takenouchi Sora (武之内 空) | Yūko Mizutani (JP)                       | Biyomon Piyomon | Tifanie Christun (EN) Atori Shigematsu (JP) |
| Chłopczyca, często stara się pomóc innym w grupie, stara się zachowywać jak matka.                                                                               |                                          |                 |                                             |
| T. K. Takaishi Takaishi Takeru (高石 タケル) | Doug Erholtz (EN) Taisuke Yamamoto (JP)  | Patamon         | Laura Summer (EN) Miwa Matsumoto (JP)       |
| Najmłodszy z grupy, młodszy brat Matta. Dorasta poprzez swoje przygody w Digiświecie. Wraz z Kari staje się nowym Digiwybrańcem w Digimon Adventure 02.          |                                          |                 |                                             |
| Matt Ishida Ishida Yamato (石田 ヤマト) | Michael Reisz (EN) Yūto Kazama (JP)      | Gabumon         | Kirk Thornton (EN) Mayumi Yamaguchi (JP)    |
| Starszy brat T.K.'a, a zarazem samotny wilk w drużynie. Rywalizuje z Taiem. Jest osobą skrytą i rozważną, ale czasem i jemu zdarzy się podjąć ryzykowną decyzję. |                                          |                 |                                             |
| Joe Kido Kido Jō (城戸 丈) | Michael Lindsay (EN) Masami Kikuchi (JP) | Gomamon         | R. Martin Klein (EN) Junko Takeuchi (JP)    |
| Najstarszy z Digiwybrańców. Często czuje się odpowiedzialny za pozostałych w grupie, stara się rozsądnie rozwiązywać wszystkie konflikty.                        |                                          |                 |                                             |
| Mimi Tachikawa Tachikawa Mimi (太刀川 ミミ) | Philece Sampler (EN) Ai Maeda (JP)       | Palmon          | Anna Garduno (EN) Shihomi Mizowaki (JP)     |
| Leniwa, często egoistyczna. Dzięki przygodom w Digiświecie dorasta.                                                                                              |                                          |                 |                                             |
| Kari Kamiya Yagami Hikari (八神 ヒカリ) | Lara Jill Miller (EN) Kae Araki (JP)     | Gatomon Tailmon | Edie Mirman (EN) Yuka Tokumitsu (JP)        |
| Dołącza jako ostatnia. Jest młodszą siostrą Tai’a, po części trochę tajemnicza. Wraz z T.K.'em dołącza do grupy Digiwybrańców w 2 sezonie.                       |                                          |                 |                                             |

### Wrogowie
- Parrotmon (1 film): Pokonany przez Greymona przed wydarzeniami z pierwszej serii.
- Devimon (4-13): Pierwszy wróg Digiwybrańców. Został zabity przez Angemona.
- Etemon (15-20, 46-47): Drugi wróg. Zabity przez MetalGreymon’a, ale później wrócił jako MetalEtemon. Zabity ostatecznie przez Zudomona i SaberLeomona.
- Myotismon (22-39): Trzeci wróg. Najpierw zabity przez Angewomon, potem powrócił jako VenomMyotismon. Ponownie zabity przez WarGreymona i MetalGarurumona.
- Władcy Ciemności (40-52): „Żywili” się energią Apocalymona.
  - MetalSeadramon (40-42): Pierwszy z Mrocznych Mistrzów, został wysłany by zaatakować dzieci. Został zabity przez WarGreymona.
  - Puppetmon (40-47): Drugi z Władców Ciemności. Zabity przez MetalGarurumona.
  - Machinedramon (40-49): Trzeci z Władców Ciemności. Zabity przez WarGreymona.
  - Piedmon (40-52): Lider Władców Ciemności. Zabity przez MagnaAngemona.
- Apocalymon (53-54): Główny wróg, kryjący się za wszystkim. Stworzyciel Władców Ciemności i jedyna osoba, która dała Devimonowi, Etemonowi i Myotismonowi ich siły. Ostatecznie zabity przez WarGreymona, MegaKabuterimona, Garudamon, MagnaAngemona, MetalGarurumona, Zudomona, Lillymon i Angewomon.
- Diaboromon (2 film): Złapany w internecie. Zauważony najpierw jako Kuramon, potem Digimorfował w Tsumemona, potem w Keramona i na końcu podczas walki z Kabuterimonem i Greymonem digimorfował w Infernmona, na ulimate i ostateczne w Diaboromona. Walczył z WarGreymonem i MetalGarurumonem i wtedy D.N.A Digimorfowali w Omnimona i zniszczyli go.

### Przyjaciele
- Gennai (13-54): Staruszek, który jest przewodnikiem po Digiświecie. Mieszka w podwodnym domku na Serwerze. Wiele lat temu uratował Digimony przeznaczone dla Digiwybrańców, gdy były jeszcze w jajkach, ale podczas ucieczki, zgubił Gatomon, resztę zabrał na Wyspę Plików.
- Centarumon (10-14, 52-54): Inteligenty strażnik starej świątyni na Wyspie Plików.
- Leomon (8-14, 46-47): Odważny bohater wyspy plików. Dostał możliwość Warp Digimorfozy w SaberLeomona. Został zabity przez MetalEtemona.
- Ogremon (8-13, 46-54): Rywal Leomona, później jednak przeszedł na stronę dobra.
- Whamon (14-15, 41-42): Wieloryb, który pomógł dzieciom dotrzeć na Serwer oraz uciec przed MetalSeadramonem, potem został jednak przez niego zabity.
- Piximon (18, 40): Sławny trener Digimonów. Uratował Digiwybrańców przed złapaniem w sidłach Etemona. Zabity przez Władców Ciemności.
- Wizardmon (30-37): Przyjaciel Gatomon. Poświęcił swoje życie, by uratować Gatomon i Kari przed Myotismonem.
- Andromon (5,49): Cyborg, który pomógł dzieciom w wyjściu z fabryki, oraz w walce z Machinedramonem.

### Rodzina Digiwybrańców
- Susumu & Yuuko Kamiya: rodzice Taia i Kari.
- Hiroaki Ishida & Nancy Takaishi: rodzice Matta i T.K.'a, rozstali się.
- Toshiko Takenouchi: mama Sory.
- Keisuke & Satoe Tachikawa: rodzice Mimi.
- Jim Kido: jeden z dwóch braci Joe, w wersjach innych niż Japońska Joe miał tylko jednego brata – Jima. A tak naprawdę ma jeszcze Shuu’a.
- Masami & Yoshie Izumi: Zastępczy rodzice Izzy’ego.

## Kreacja
Inspiracja graficzna nawiązuje przede wszystkim do słynnych japońskich kreskówek, w szczególności Pokémonów, a następnie dodano motyw przygodowy, przywracający poprzednie lata do sagi o Parku Jurajskim.

## Odcinki
W Polskiej telewizji – na kanale Fox Kids/Jetix, anime zostało podzielone na 2 sezony – odcinki 1-26, oraz 27-54.

## Transmisja na całym świecie
| Kraj              | Kanał                                        | Tytuł                    | Data emisji      |
| ----------------- | -------------------------------------------- | ------------------------ | ---------------- |
| Japonia           | Fuji TV                                      | デジモンアドベンチャ     | 7 marca 1999     |
| Włochy            | Rai 2, Rai 3                                 | Digimon                  | 4 wrzesień 2000  |
| Francja           | TF1, Fox Kids                                | Digimon                  | 2 wrzesień 2000  |
| Niemcy            | RTL II                                       | Digimon                  | 14 sierpnia 2000 |
| Holandia          | Fox Kids                                     | Digimon                  | październik 2000 |
| Słowenia          | RTV Slovenija                                | Pustolovščine Digimona   | sierpień 2002    |
| Serbia            | RTS1                                         | Digimon                  | lipiec 2001      |
| Chorwacja         | Nova TV                                      | Digimon                  | marzec 2002      |
| Norwegia          | TV3, Fox Kids                                | Digimon                  | czerwiec 2001    |
| Dania             | TV3, Fox Kids                                | Digimon                  | maj 2001         |
| Szwecja           | TV3, Fox Kids                                | Digimon                  | kwiecień 2001    |
| Stany Zjednoczone | Fox Kids, Fox Family, Toon Disney, Nicktoons | Digimon                  | 14 sierpnia 1999 |
| Kanada            | YTV                                          | Digimon                  | 14 sierpnia 1999 |
| Wielka Brytania   | Fox Kids, CITV                               | Digimon                  | 1 kwietnia 2000  |
| Hiszpania         | TVE1, TVE2, Fox Kids                         | Digimon                  | marzec 2000      |
| Bułgaria          | BNT1                                         | Приключенията на Дигимон | lipiec 2005      |

## Wersja polska

### Polski dubbing
Opracowanie i udźwiękowienie wersji polskiej: na zlecenie Fox Kids – Studio Eurocom

Reżyseria: Dobrosława Bałazy, Miriam Aleksandrowicz

Dialogi: Katarzyna Krzysztopik, Dariusz Paprocki, Maria Etienne

Dźwięk i montaż: Jacek Kacperek

Kierownictwo produkcji: Marzena Wiśniewska

Udział wzięli:
| Postać                          | Japoński aktor dubbingowy | Polski aktor dubbingowy                                                 |
| ------------------------------- | ------------------------- | ----------------------------------------------------------------------- |
| Taichi Yagami / Tai Yagami      | Toshiko Fujita            | Cezary Kwieciński (Odc. 1-4) Grzegorz Drojewski (Odc. 5-54)             |
| Yamato Ishida / Matt Ishida     | Yūto Kazama               | Lucyna Malec (Większość odcinków) Anna Apostolakis (Niektóre odcinki)   |
| Sora Takenouchi                 | Yūko Mizutani             | Cynthia Kaszyńska                                                       |
| Kōshirō Izumi / Izzy Izumi      | Umi Tenjin                | Brygida Turowska                                                        |
| Mimi Tachikawa                  | Ai Maeda                  | Anna Wiśniewska                                                         |
| Jō Kido / Joey Kido             | Masami Kikuchi            | Jacek Wolszczak                                                         |
| Takeru Takaishi / T.K. Takaishi | Hiroko Konishi            | Aleksandra Rojewska                                                     |
| Hikari Yagami / Kari Yagami     | Kae Araki                 | Aleksandra Rojewska (Seria I) Agnieszka Kunikowska                      |
| Agumon                          | Chika Sakamoto            | Arkadiusz Jakubik                                                       |
| Gabumon                         | Mayumi Yamaguchi          | Janusz Wituch                                                           |
| Piyomon / Biyomon               | Katori Shigematsu         | Ewa Kania (Większość odcinków) Miriam Aleksandrowicz (Niektóre odcinki) |
| Tentomon                        | Takahiro Sakurai          | Mirosław Zbrojewicz                                                     |
| Palmon                          | Shihomi Mizowaki          | Ewa Serwa (Większość odcinków) Izabela Dąbrowska (Niektóre odcinki)     |
| Gomamon                         | Junko Takeuchi            | Zbigniew Suszyński                                                      |
| Patamon                         | Miwa Matsumoto            | Robert Tondera                                                          |
| Tailmon / Gatomon               | Yuka Tokumitsu            | Aleksandra Rojewska                                                     |
| Meramon                         | Hidetoshi Nakamura        | Mirosław Zbrojewicz                                                     |
| Andromon                        | Kiyoyuki Yanada           | Janusz Wituch (seria I) Piotr Zelt (seria II)                           |
| Leomon                          | Hiroaki Hirata            | Arkadiusz Jakubik                                                       |
| Ogremon                         | Hisao Egawa               | Robert Tondera                                                          |
| Gennai                          | Jōji Yanami               | Robert Tondera                                                          |
| Devimon                         | Kaneto Shiozawa           | Zbigniew Suszyński                                                      |
| Etemon                          | Yasunori Matsutani        | Janusz Wituch                                                           |
| Piccolomon / Piximon            | Isamu Tanonaka            | Brygida Turowska (seria I) Nieznany aktor (seria II)                    |
| PicoDevimon / DemiDevimon       | Kōki Miyata               | Jarosław Domin                                                          |
| Vamdemon / Myotismon            | Ryūzaburō Ōtomo           | Jacek Czyż                                                              |
| Wizarmon / Wizardmon            | Akira Ishida              | Mirosław Guzowski                                                       |
| Ojciec Matta                    | Hiroaki Hirata            | Jarosław Domin                                                          |
| Matka Izzy’ego                  | Kae Araki                 | Agnieszka Kunikowska                                                    |
| Ojciec Izzy’ego                 | Masami Kikuchi            | Arkadiusz Jakubik                                                       |
| Ojciec Mimi                     | Takahiro Sakurai          | Nieznany aktor                                                          |
| Matka Mimi                      | Yuka Tokumitsu            | Nieznana aktorka                                                        |
| Matka T.K.'a                    | Chika Sakamoto            | Ewa Serwa                                                               |
| Matka Sory                      | Toshiko Fujita            | Brygida Turowska                                                        |
| Ojciec Tai’a i Kari             | Susumu Chiba              | Arkadiusz Jakubik                                                       |
| Matka Tai’a i Kari              | Yūko Mizutani             | Ewa Kania (odc. 21)                                                     |
| MetalSeadramon                  | Yūto Kazama               | Jacek Czyż                                                              |
| Pinnochimon / Puppetmon         | Etsuko Kozakura           | Piotr Zelt                                                              |
| Mugendramon / Machinedramon     | Hisao Egawa               | Robert Tondera                                                          |
| Piemon / Piedmon                | Chikao Ōtsuka             | Zbigniew Suszyński                                                      |
| LadyDevimon                     | Ai Nagano                 | Ewa Serwa                                                               |
| Apocalymon                      | Chikao Ōtsuka             | Jacek Czyż                                                              |
| Narrator                        | Hiroaki Hirata            | –                                                                       |

Tekst piosenki: Anna Rutkowska

Śpiewali: Adam Krylik, Piotr Gogol, Krzysztof Pietrzak

Kierownictwo muzyczne: Piotr Gogol

### Polski lektor
Opracowanie wersji polskiej: Artur Nowak

Czytał: Jarek Łukomski